# اودلی
این آلبوم دارای چندین تک آهنگ موفق بود، از جمله «کجا در آن است»، «موچین شیاطین» و «آلودگی جدید»، و در رتبه‌بندی Billboard 200 در رتبهٔ شانزدهم قرار گرفته‌است. در سال ۲۰۰۸، بیش از ۲٫۳ میلیون نسخه در ایالات متحده فروخته شده‌است.
«اودلی» آلبومی از هنرمند اهل ایالات متحده آمریکا، بک هانسن است که در ۱۸ ژوئن ۱۹۹۶ منتشر شد.
این آلبوم در چارت‌های سوئد جزو ده آلبوم اول قرار گرفت.